# 河村たか子
河村 たか子（かわむら たかこ、1949年8月31日 ‐ ）は、岐阜放送のアナウンサー。岐阜県岐阜市出身。

## 現在の担当番組

### ラジオ
- 定時ニュース
- 放送終了アナウンス

### テレビ
- 定時ニュース
- 県立高校入学試験倍率速報

## 過去の担当番組
- 岐阜テレビのエンディングを担当していた。
- サンシャインスタジオからこんにちは[1]
- 今小町ミュージックランド[1]
- らんらんサンデー
- ゆうやけラジオ